# Großsteingräber bei Fürstenwerder
Die Großsteingräber bei Fürstenwerder waren mehrere mögliche megalithische Grabanlagen unbekannter Zahl der jungsteinzeitlichen Trichterbecherkultur bei Fürstenwerder, einem Ortsteil der Gemeinde Nordwestuckermark im Landkreis Uckermark (Brandenburg). Johann Christoph Bekmann erwähnte Anfang des 18. Jahrhunderts am „Wahrensee“ (Großer See) bei Fürstenwerder mehrere Steinsetzungen, die ihn an Grab- oder Opferstätten erinnerten. Über Ausrichtung, Maße und genaues Aussehen der Anlage liegen keine näheren Informationen vor. Mitte des 19. Jahrhunderts waren sie bereits nicht mehr vorhanden.